# Mbabane
Mbabane és una de les dues capitals (juntament amb Lobamba), que fa de capital executiva d'Eswatini. Està situada a l'aiguabarreig dels rius Mbabane i Polinjane, afluent seu, a les muntanyes Mdimba, a 26° 19′ S i 31° 8′ E. El 2003 tenia una població d'uns 70.000 habitants, majoritàriament de llengua swazi, tot i que l'anglès hi està bastant estès. Les temperatures mitjanes són de 15 °C al juliol i de 22 °C al gener. L'altitud mitjana de la ciutat és de 1.243 metres. Es troba a la carretera MR3.

## Història
Mbabane va ser fundada el 1887 per Mickey Wells, al lloc on la ruta de Transvaal a Moçambic creuava el riu Mbabane. Al principi el país va estar 
sota el protectorat neerlandès de la República del Transvaal i en acabar la Segona Guerra Bòer el 1902, dels anglesos, que la van incorporar a la Colònia de Transvaal, i la ciutat va créixer arran del trasllat des de Bremersdorp, l'actual Manzini, de la capitalitat administrativa de la regió el 1902, a Mbabane, a més alçada i fora de la zona afectada per la malària.
La ciutat va créixer després que el centre administratiu de la nació es traslladés de Bremersdorp (ara anomenat Manzini) el 1902. Deriva el seu nom d'un cap, Mbabane Kunene, que vivia a la zona quan van arribar els colons britànics.Durant aquest temps, Mbabane constava d'unes poques botigues, esglésies i escoles fundades per colons blancs. Els negres africans no tenien permís per viure a la ciutat i havien de residir als districtes rurals propers. A la dècada del 1930, Mbabane tenia electricitat, aigua corrent, connexió telefònica i un hospital.
Abans de la Segona Guerra Mundial, la majoria dels swazis vivien en districtes rurals i treballaven fora d'Eswatini, fet que va impedir que la ciutat creixés.
Després de la guerra, la creació d'escoles de comerç a la ciutat, l'arribada del ferrocarril de Goba que connectava Maputo amb les mines de Sud-àfrica i els recursos d'inversió estrangera dins d'Eswatini (especialment el sucre) van contribuir al creixement de la ciutat. Mbabane es va convertir en el centre central de desenvolupament al districte de Hhohho.
En els anys posteriors a la independència, es van construir edificis governamentals com el consolat britànic a Mbabane. S'ha aconseguit un creixement addicional gràcies al creixement de la indústria turística a Eswatini, de la qual Mbabane s'ha convertit en el centre. Mbabane avui és la llar d'hotels i llocs d'esbarjo com ara clubs i camps de golf destinats als turistes.

## Economia
És el principal centre comercial de la regió, amb mines d'estany i ferro a la rodalia. Mbabane, com la resta d'Eswatini, viu principalment del turisme i de les exportacions de sucre.
El pas fronterer més proper de Mbabane a Sud-àfrica és Ngwenya - Oshoek, i tot i que el swati és l'idioma principal, l'anglès està molt estès. Mbabane, i el mateix Eswatini, depenen del turisme i les exportacions de sucre. També és un centre comercial per a la regió circumdant, mentre que l'estany i el ferro s'extreien a prop. La ciutat té dos emplaçaments per a indústries lleugeres.
El sector dels serveis financers a Mbabane també és un motor clau del creixement econòmic, ja que ofereix una àmplia gamma de serveis com ara banca, gestió d'inversions i assegurances. El creixement continu del sector dels serveis financers a Mbabane ha posicionat la ciutat com un centre financer clau a la regió de Mbabane, contribuint al progrés econòmic global d'Eswatini.

## Cultura
Indingilizi Gallery és una galeria d'art de Mbabane, establerta el 1982 i mostra una varietat d'art de Swazi, que inclou escultures, pintures, batiks, mohair, joies ètniques i ceràmica.

### Llengua
Tot i que la llengua principal és el suazi, l'ús de l'anglès és comú per als negocis i els tràmits administratius. La ciutat i el país prosperen gràcies al turisme i a l'exportació de sucre.

### Educació
Mbabane és la seu del Waterford-Kamhlaba United World College of Southern Africa, així com un dels tres campus de la Universitat d'Eswatini. La Universitat de Tecnologia Creativa de Limkokwing és una universitat internacional privada que es troba a la frontera sud-africana-Eswatini amb diversos candidats universitaris d'Eswatini.

## Llocs de culte
Entre els llocs de culte, es troben predominantment esglésies cristianes: diòcesi catòlica romana de Manzini (Església catòlica), Església reformada de Swaziland (Communió mundial de les esglésies reformades), Església cristiana de Sion. També hi ha mesquites musulmanes.

## Geografia
Mbabane es troba al districte de Hhohho, del qual també és la capital, i es troba al riu Mbabane i el seu afluent el riu Polinjane a les muntanyes de Mdzimba. L'altitud mitjana de la ciutat és de 1243 metres. Els barris i suburbis inclouen Mbangweni, Sidvwashini, Kent Rock, Sandla, Westridge Park, Malunge, New Checkers, Msunduza i Vukutentele.

## Clima
A causa de la seva altitud, Mbabane presenta un clima subtropical moderat de les terres altes (Köppen : Cwb). La ciutat té un clima suau i la neu és un esdeveniment rar, que només s'ha produït tres vegades des de 1900. La ciutat només té una mitjana de quatre dies de gelades a l'any. La temperatura mitjana és d' 11 °C al juliol i 22 °C al gener. El rang tèrmic és baix, però la nit d'hivern és freda per a un clima subtropical en general. La major part de les precipitacions es concentren a l'estiu. La diferència entre el mes més sec (juny) i el més plujós (gener) és de 210 mm.
| Paràmetres climàtics mitjans de Mbabane (1961-1990 normals, extremes 1957-1977) | Paràmetres climàtics mitjans de Mbabane (1961-1990 normals, extremes 1957-1977) | Paràmetres climàtics mitjans de Mbabane (1961-1990 normals, extremes 1957-1977) | Paràmetres climàtics mitjans de Mbabane (1961-1990 normals, extremes 1957-1977) | Paràmetres climàtics mitjans de Mbabane (1961-1990 normals, extremes 1957-1977) | Paràmetres climàtics mitjans de Mbabane (1961-1990 normals, extremes 1957-1977) | Paràmetres climàtics mitjans de Mbabane (1961-1990 normals, extremes 1957-1977) | Paràmetres climàtics mitjans de Mbabane (1961-1990 normals, extremes 1957-1977) | Paràmetres climàtics mitjans de Mbabane (1961-1990 normals, extremes 1957-1977) | Paràmetres climàtics mitjans de Mbabane (1961-1990 normals, extremes 1957-1977) | Paràmetres climàtics mitjans de Mbabane (1961-1990 normals, extremes 1957-1977) | Paràmetres climàtics mitjans de Mbabane (1961-1990 normals, extremes 1957-1977) | Paràmetres climàtics mitjans de Mbabane (1961-1990 normals, extremes 1957-1977) | Paràmetres climàtics mitjans de Mbabane (1961-1990 normals, extremes 1957-1977) |
| Mes                                                                             | Gen.                                                                            | Feb.                                                                            | Mar.                                                                            | Abr.                                                                            | Mai.                                                                            | Jun.                                                                            | Jul.                                                                            | Ago.                                                                            | Set.                                                                            | Oct.                                                                            | Nov.                                                                            | Des.                                                                            | Anual                                                                           |
| ------------------------------------------------------------------------------- | ------------------------------------------------------------------------------- | ------------------------------------------------------------------------------- | ------------------------------------------------------------------------------- | ------------------------------------------------------------------------------- | ------------------------------------------------------------------------------- | ------------------------------------------------------------------------------- | ------------------------------------------------------------------------------- | ------------------------------------------------------------------------------- | ------------------------------------------------------------------------------- | ------------------------------------------------------------------------------- | ------------------------------------------------------------------------------- | ------------------------------------------------------------------------------- | ------------------------------------------------------------------------------- |
| Temperatura màxima registrada °C (°F)                                           | 33,4 (92,1)                                                                     | 32,2 (90)                                                                       | 33,5 (92,3)                                                                     | 31,0 (87,8)                                                                     | 29,4 (84,9)                                                                     | 26,8 (80,2)                                                                     | 28,6 (83,5)                                                                     | 31,2 (88,2)                                                                     | 33,6 (92,5)                                                                     | 34,2 (93,6)                                                                     | 34,5 (94,1)                                                                     | 32,4 (90,3)                                                                     | 34,5 (94,1)                                                                     |
| Temperatura mínima registrada °C (°F)                                           | 8,6 (47,5)                                                                      | 6,4 (43,5)                                                                      | 6,0 (42,8)                                                                      | 3,4 (38,1)                                                                      | −1,3 (29,7)                                                                     | −4,5 (23,9)                                                                     | −6,1 (21)                                                                       | −2,5 (27,5)                                                                     | −1,0 (30,2)                                                                     | −1,0 (30,2)                                                                     | 5,5 (41,9)                                                                      | 6,6 (43,9)                                                                      | −6,1 (21)                                                                       |
| Temperatura diària màxima °C (°F)                                               | 24,9 (76,8)                                                                     | 24,5 (76,1)                                                                     | 24,1 (75,4)                                                                     | 22,6 (72,7)                                                                     | 21,4 (70,5)                                                                     | 19,3 (66,7)                                                                     | 19,8 (67,6)                                                                     | 21,3 (70,3)                                                                     | 23,2 (73,8)                                                                     | 22,8 (73)                                                                       | 22,5 (72,5)                                                                     | 23,7 (74,7)                                                                     | 24,9 (76,8)                                                                     |
| Temperatura diària mínima °C (°F)                                               | 19,9 (67,8)                                                                     | 19,5 (67,1)                                                                     | 18,8 (65,8)                                                                     | 16,8 (62,2)                                                                     | 14,7 (58,5)                                                                     | 12,0 (53,6)                                                                     | 12,2 (54)                                                                       | 14,0 (57,2)                                                                     | 16,4 (61,5)                                                                     | 17,1 (62,8)                                                                     | 17,7 (63,9)                                                                     | 19,0 (66,2)                                                                     | 12,0 (53,6)                                                                     |
| Precipitació total mm (polzades)                                                | 253,2 (10)                                                                      | 224,6 (8,8)                                                                     | 151,6 (6)                                                                       | 87,9 (3,5)                                                                      | 33,8 (1,3)                                                                      | 19,4 (0,8)                                                                      | 20,1 (0,8)                                                                      | 35,1 (1,4)                                                                      | 69,4 (2,7)                                                                      | 141,9 (5,6)                                                                     | 197,8 (7,8)                                                                     | 206,9 (8,1)                                                                     | 1.441,7 (56,8)                                                                  |
| Font: WMO                                                                       |                                                                                 |                                                                                 |                                                                                 |                                                                                 |                                                                                 |                                                                                 |                                                                                 |                                                                                 |                                                                                 |                                                                                 |                                                                                 |                                                                                 |                                                                                 |

## Transport

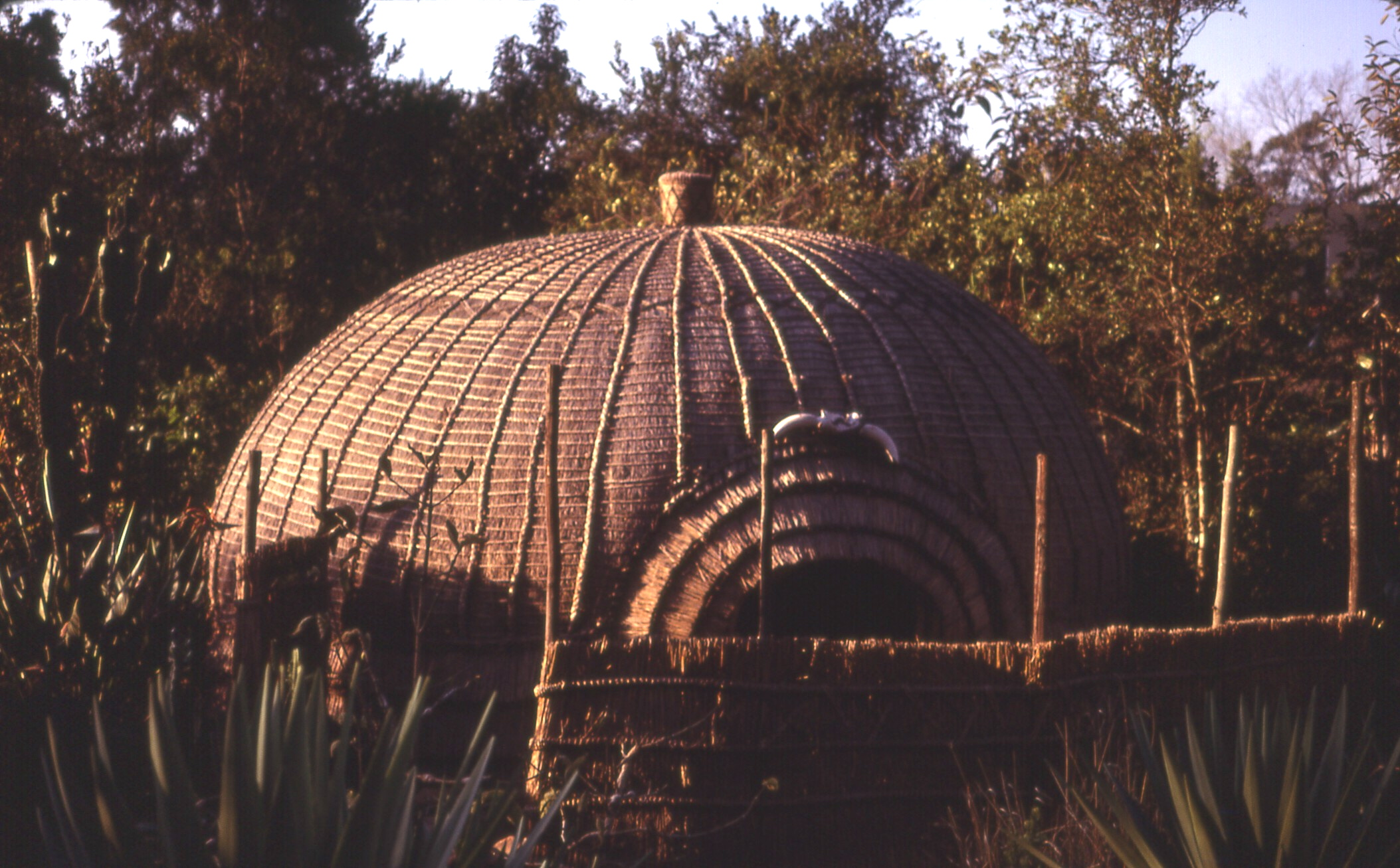
Cabana de mercat portàtil a Mbabane, 1979

L'aeroport més proper és l'Aeroport Internacional de Manzini. South African Airways té vols amb Johannesburg i es pot viatjar fàcilment a Suazilàndia des de Sud-àfrica i Moçambic.
Molts minibusos connecten Maputo i Manzini amb Babane i hi ha també servei regular d'autobusos entre Johannesburg i Durban.

És possible també arribar amb cotxe propi a través de camins de terra i diverses benzineres i botigues a les principals carreteres.

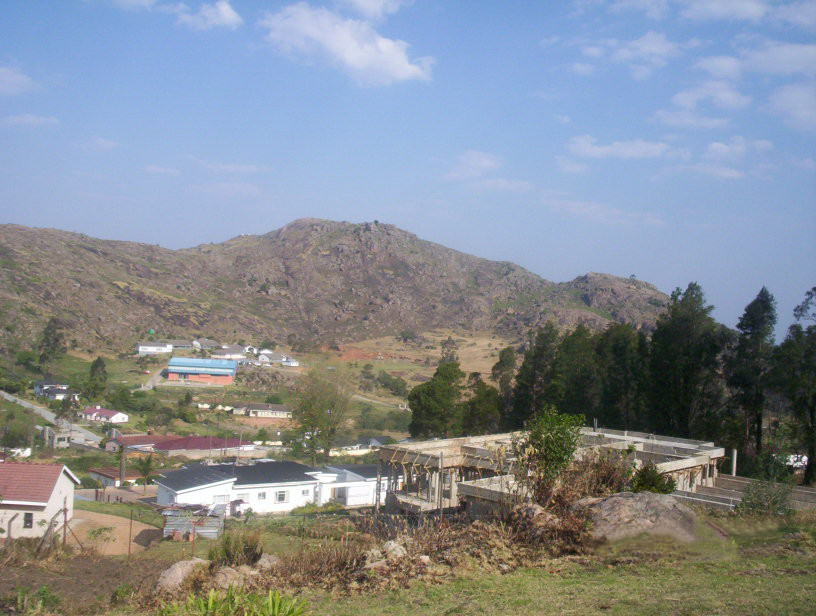
Vista de Mbabane

## Relacions Internacionals

### Ciutats agermanades
La ciutat està agermanada amb Fort Worth (Texas, EUA), Taipei (Taiwan), Mersing (Malàisia), Melilla (Espanya) i Maputo, Moçambic.